# Volpeglino
Volpeglino (piemontiul: Volpièj) település Olaszországban, Piemont régióban, Alessandria megyében. Lakosainak száma 132 fő (2023. január 1.). Volpeglino Berzano di Tortona, Casalnoceto, Castellar Guidobono, Monleale, Viguzzolo és Volpedo községekkel határos.

## Népesség
A település lakossága az elmúlt években az alábbi módon változott:
| Lakosok száma | 142  | 138  | 132  |
|               | 2017 | 2018 | 2023 |